# 中華人民共和国国防委員会
中華人民共和国国防委員会（ちゅうかじんみんきょうわこくこくぼういいんかい）は、1954年9月の中華人民共和国憲法（1954年憲法）制定から、1975年1月の同憲法改正まで存在した、中華人民共和国の最高軍事指導機関。ただし、中国共産党の党軍であり、事実上の国軍である中国人民解放軍の統帥機関は中国共産党中央軍事委員会であったため、国防委員会は軍事政策に関する決定権を有していなかった。

## 概要
1954年9月20日の中華人民共和国憲法制定により、それまで軍事に関する政策を決定していた中央人民政府人民革命軍事委員会が廃止された。中央人民政府人民革命軍事委員会はその結成段階において中国共産党中央軍事委員会を接収していたため、国家と中国共産党両方の最高軍事指導機関であった。中央人民政府人民革命軍事委員会の廃止にともない、国家と中国共産党の軍事指導機関は分離し、国家機構として国防委員会が成立、中国共産党の軍事活動決定機関として党中央軍事委員会が再設置された。
1954年憲法によると、国家元首である中華人民共和国主席（国家主席）が全国の武装力を統帥し、国防委員会主席を兼任すること（第42条）、全国人民代表大会または全国人民代表大会常務委員会の決定に基づき、国家主席が国防委員会副主席および委員を任命すること（第40条）が定められていた。国防委員会に関する憲法上の規定は上記のみであり、国防委員会の性格・職権については詳細が明らかになっていない。
中国共産党が国家を領導（指導）するという中華人民共和国の政治構造において、事実上の最高軍事指導・決定機関は党中央軍事委員会であり、国防委員会には軍の統帥権や軍事政策に関する決定権はなかった。これは現在の党中央軍事委員会と国家中央軍事委員会との関係に似ているが、現在の国家中央軍事委員会と国防委員会の違いは、国家中央軍事委員会の構成員は党中央軍事委員会と同一であるのに対し、国防委員会は国家主席によって招集され、委員には非共産党の軍人も多く含まれていた点である。この点から日本の中国政治研究者である毛里和子は、国防委員会の性格を「非共産党系の軍人を糾合する一種の統一戦線組織で、国防一般についての国家主席の諮問機関」であると指摘する。
一方で、中国軍事問題研究者の平松茂雄は国家主席の統帥権を重視し、この見方を否定する。国防委員会の副主席・委員は全国人民代表大会・同常務委員会によって決定され、国家主席によって任免されるから、国務院と同様国家主席に直属するものであり、また国防委員会主席は国家主席が兼任することから、委員会の方が国務院より上に位置していたとし、「国家主席を補佐する権限を持っていた」と推察する。ただし、党中央軍事委員会の再設置により、国防委員会は機能しなかったとも指摘する。
国防委員会は1966年に文化大革命が発動されると活動停止状態になり、1975年の憲法改正により廃止された。

## 沿革

### 第1期全人代（1954年－1959年）
国防委員会副主席および委員は1954年9月29日、国家主席毛沢東の提案に基づき、第1期全国人民代表大会第1回会議の决定により任命された。
- 主席：毛沢東
- 副主席：朱徳、彭徳懐、林彪、劉伯承、賀竜、陳毅、鄧小平、羅栄桓、徐向前、聶栄臻、葉剣英、程潜、張治中、傅作義、竜雲（1958年2月1日解任[4]）。
- 委員：102人、姓名筆画順

于学忠、王世泰、王宏坤、王秉璋、王新亭、王震、王樹声、宋任窮、宋時輪、呂正操、李先念、李明揚、李明灝、林遵、周士弟、周保中、周純全、ンガプー・ンガワン・ジクメ、洪学智、唐生智、唐亮、徐海東、孫蔚如、許世友、許光達、韋国清、ウランフ、馬鴻賓、高樹勲、張宗遜、張国華、張雲逸、張愛萍、張達志、陳士榘、陳再道、陳奇涵、陳明仁、陳紹寛、陳賡、陳錫聯、陶峙岳、鹿鍾麟、彭紹輝、曾沢生、粟裕、賀炳炎、馮白駒、黄永勝、黄克誠、黄琪翔（1958年2月1日解任）、楊成武、楊勇、楊得志、董其武、葉飛、万毅、廖漢生、裴昌会、趙爾陸、劉文輝、劉亜楼、劉善本、劉斐、鄧兆祥、鄧華、鄧錫侯、鄧宝珊、滕代遠、蔡廷鍇、鄭洞国、盧漢、蕭克、蕭勁光、閻紅彦、セイプディン・エズィズィ、韓先楚、韓練成、羅瑞卿、譚政、蘇振華

### 第2期全人代（1959年－1965年）
国防委員会副主席および委員は1959年4月28日、国家主席劉少奇の提案に基づき、第2期全国人民代表大会第1回会議が决定し、国家主席令の発布により任命された。
- 主席：劉少奇
- 副主席：彭徳懐、林彪、劉伯承、賀竜、陳毅、鄧小平、羅栄桓、徐向前、聶栄臻、葉剣英、程潜、張治中、傅作義、衛立煌、蔡廷鍇（1962年4月16日任命[6]）
- 委員：101人、姓名筆画順

于学忠、万毅、韋国清、王平、王世泰、王宏坤、王秉璋、王樹声、王建安、王新亭、王震、鄧兆祥、鄧華、鄧宝珊、鄧錫侯、孔従周、盧漢、葉飛、劉文輝、劉亜楼、劉善本、劉斐、孫蔚如、宋任窮、宋時輪、蘇振華、李天佑、李達、李先念、李明揚、李明灝、李聚奎、陳士榘、陳再道、陳伯鈞、陳奇涵、陳明仁、陳紹寛、陳鉄、陳賡、陳錫聯、呂正操、鄭洞国、林維先、林遵、張雲逸、張達志、張宗遜、張国華、張愛萍、ンガプー・ンガワン・ジクメ、羅瑞卿、周士弟、周保中、周純全、洪学智、趙爾陸、趙寿山、侯鏡如、高樹勲、唐生智、唐亮、馬鴻賓、サンポ・ツェワン・リンジン、ウランフ、徐海東、許世友、許光達、郭天民、鹿鍾麟、蕭克、蕭勁光、陶峙岳、馮白駒、曾沢生、彭紹輝、粟裕、覃異之、賀炳炎、黄永勝、黄正清、黄克誠、傅秋涛、傅鐘、楊志成、楊成武、楊勇、楊得志、董其武、詹才芳、廖漢生、裴昌会、蔡廷鍇、滕代遠、頼伝珠、閻紅彦、セイプディン・エズィズィ、韓先楚、韓練成、譚政

### 第3期全人代（1965年－1975年）
国防委員会副主席および委員は1965年1月4日、国家主席劉少奇の提案に基づき、第3期全国人民代表大会第1回会議が决定し、国家主席令第3号の発布により任命された。
- 主席：劉少奇
- 副主席：林彪、劉伯承、賀竜、陳毅、鄧小平、徐向前、聶栄臻、葉剣英、羅瑞卿、程潜、張治中、傅作義、蔡廷鍇
- 委員：106人

方強、王平、王世泰、王宏坤、王諍、王秉璋、王建安、王樹声、王恩茂、王新亭、王震、韋国清、ウランフ、鄧兆祥、鄧宝珊、孔従周、盧漢、葉飛、劉文輝、劉興元、劉亜楼、劉志堅、劉培善、劉善本、劉斐、許世友、許光達、呂正操、孫大光、孫志遠、孫蔚如、宋任窮、宋時輪、蘇振華、李天佑、李達、李成芳、李先念、李寿軒、李作鵬、李明揚、李明灝、李涛、李聚奎、楊成武、楊志成、楊勇、楊得志、呉克華、呉法憲、邱会作、邱創成、張雲逸、張達志、張宗遜、張国華、張愛萍、ンガプー・ンガワン・ジクメ、陳士榘、陳再道、陳伯鈞、陳奇涵、陳明仁、陳紹寛、陳鉄、陳錫聯、鄭洞国、林維先、林遵、周士弟、周純全、趙爾陸、趙寿山、侯鏡如、高樹勲、郭天民、唐生智、唐亮、秦基偉、徐海東、サンポ・ツェワン・リンジン、陶峙岳、鹿鍾麟、閻紅彦、蕭華、蕭克、蕭勁光、蕭望東、崔田民、曾沢生、謝富治、彭紹輝、黄永勝、黄新廷、董其武、韓先楚、粟裕、覃異之、程子華、傅秋涛、傅鐘、頼伝珠、詹才芳、セイプディン・エズィズィ、廖漢生、裴昌会、滕代遠